# 武尔特贡
武尔特贡（法語：Voultegon，法語發音：[vultəɡɔ̃]）是法国德塞夫勒省的一个旧市镇，属于布雷叙尔区。2013年，武尔特贡与市镇圣克莱芒坦合并为新市镇武尔芒坦。

## 地理
武尔特贡（46°55'56"N, 0°31'1"W）面积17.41 平方千米，位于法国新阿基坦大区德塞夫勒省，该省份为法国西部内陆省份，北起曼恩-卢瓦尔省，西接旺代省，南至夏朗德省和滨海夏朗德省，东临维埃纳省。
与武尔特贡接壤的市镇（或旧市镇、城区）包括：。

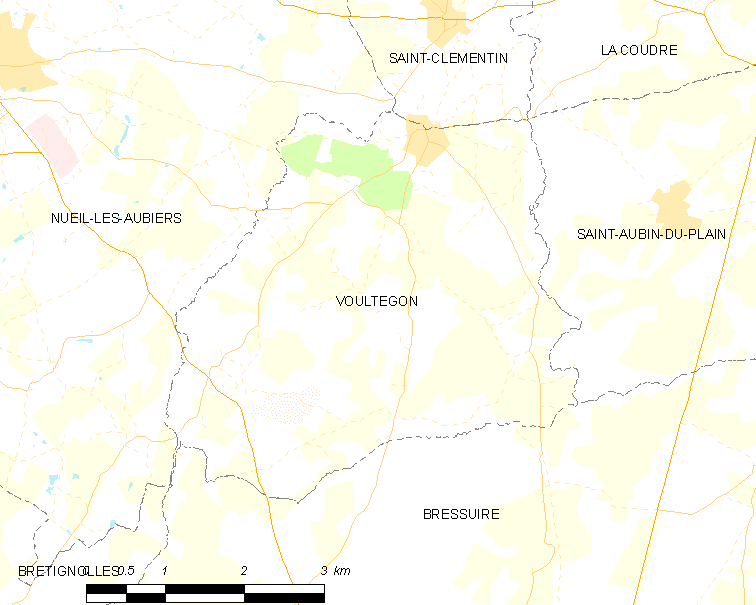
武尔特贡的OSM定位图

武尔特贡的时区为UTC+01:00、UTC+02:00（夏令时）。

## 行政
武尔特贡的邮政编码为79150，INSEE市镇编码为79356。

## 政治
武尔特贡所属的省级选区为莫莱翁县。

## 人口

1962-2008年间武尔特贡人口变化图示

武尔特贡于2017年1月1日时的人口数量为593人。